# Music (album av Carole King)
Music, alternativt Carole King: Music, är ett musikalbum av Carole King lanserat i december 1971 på Ode Records, distribuerat av A&M Records. Det var hennes tredje studioalbum. Liksom hennes föregående album Tapestry blev albumet en försäljningsframgång och nådde förstaplatsen på amerikanska albumlistan. I längden blev dock albumet inte lika framgångsrikt som Tapestry. På skivan finns "Sweet Seasons" vilken blev en av Kings större singelhits, samt "It's Going to Take Some Time" som blev en singelhit för The Carpenters.

## Låtlista
(låtar utan angiven upphovsman komponerade av Carole King)
1. "Brother, Brother" – 3:00
2. "It's Going to Take Some Time" (King, Toni Stern) – 3:35
3. "Sweet Seasons" (King, Stern) – 3:15
4. "Some Kind of Wonderful" (King, Gerry Goffin) – 3:07
5. "Surely" – 4:58
6. "Carry Your Load" – 2:52
7. "Music" – 3:50
8. "Song of Long Ago" – 2:44
9. "Brighter" – 2:46
10. "Growing Away from Me" – 3:03
11. "Too Much Rain" (King, Stern) – 3:35
12. "Back to California" – 3:23

## Listplaceringar
- Billboard 200, USA: #1[1]
- UK Albums Chart, Storbritannien: #18[2]
- RPM, Kanada: #2[3]
- VG-lista, Norge: #10[4]